# 1947 v letectví
Tento článek obsahuje seznam událostí souvisejících s letectvím, které proběhly roku 1947.

## Události
Z rok 1947 cestovalo letadlem 9,5 milionu lidí – stejný počet jako v současnosti každý jednotlivý den.

### Září
- 18. září – United States Air Force se stává plně nezávislou vojenskou složkou

### Říjen
- 14. října – Chuck Yeager překonává v raketovém letounu Bell X-1 rychlost zvuku. Jde o první plně kontrolovaný, horizontální, nadzvukový let.

## První lety
- Berijev Be-6
- Jakovlev Jak-12

### Leden
- 8. ledna – Jakovlev Jak-19
- 11. ledna – McDonnell XF2D-1 Banshee, později přeznačený na XF2H-1
- 19. ledna – Bell X-1, první bezmotorový let

### Únor
- 3. února – Vought XF5U Flying Flapjack
- 12. února – Sikorsky S-52

### Březen
- Lavočkin La-156
- 17. března – North American B-45 Tornado

### Duben
- 1. dubna – Blackburn Firecrest
- 2. dubna – Convair XB-46
- 25. dubna – Avia S-199

### Květen
- 19. května – Tupolev Tu-4
- 28. května – Suchoj Su-11, první letoun s proudovým motorem vyvinutým v SSSR
- 28. května – Douglas Skystreak

### Červen
- Jakovlev Jak-15U, prototyp stíhacího letounu Jak-17
- Lavočkin La-160, první sovětský stíhací letoun s šípovými křídly
- 1. června – Praga E-211
- 22. června – Martin XB-48
- 25. června – Boeing B-50
- 30. června – Avions Fairey Junior, OO-TIT
- 30. června – Vickers Valetta, VL249

### Červenec
- 8. července – Boeing 377
- 8. července – Jakovlev Jak-23
- 16. července – Saunders-Roe SR.A/1, TG263
- 21. července – Aero Ae-45
- 24. července – Iljušin Il-22
- 27. července – Tupolev Tu-12, první sovětský proudový bombardér
- 27. července – Bristol Sycamore, první britský vrtulník

### Srpen
- 31. srpna – Antonov An-2

### Září
- 2. září – Hawker P.1040, VP401, prototyp palubního stíhacího letounu Hawker Sea Hawk
- 4. září – Hodek HK-101, československý sportovní letoun

### Říjen
- 1. října
  - Beechcraft Model 34
  - North American XP-86
- 20. října – Zlín Z-26

### Listopad
- C-119 Flying Boxcar
- 2. listopadu – Hughes H-4 „Spruce Goose“
- 2. listopadu – Jakovlev Jak-25
- 12. listopadu – Kamov Ka-8
- 21. listopadu – Grumman F9F Panther

### Prosinec
- 3. prosince – Berijev Be-8
- 17. prosince – Boeing XB-47
- 18. prosince – Fokker S-11
- 30. prosince – Mikojan-Gurevič I-310, prototyp stíhacího letounu MiG-15